# Course en ligne masculine de cyclisme sur route aux Jeux olympiques d'été de 1964
Navigation
Rome 1960 Mexico 1968
La course en ligne masculine de cyclisme sur route, épreuve de cyclisme des Jeux olympiques d'été de 1964, a lieu le 22 octobre 1964 à Tokyo au Japon. Elle s'est déroulée sur 194,832 km, les coureurs devant effectuer huit tours d'un circuit de 24,354 km.
Le coureur italien Mario Zanin s'est imposé après 4 h 39 min 51 s de course. Il devance le Danois Kjell Rodian et le Belge Walter Godefroot.
Le jeune Eddy Merckx se classe 12e dans le même temps que le vainqueur. 
Le premier Français, Francis Bazire, est 53e. 

## Classement final
Le comité organisateur des Jeux de Tokyo, comme celui des Jeux d'hiver à Innsbruck la même année, édite deux publications, « Rapport officiel » et « Résultats officiels ». Celles-ci se contredisent en plusieurs occasions. La course cycliste sur route est l'une d'entre elles. Jusqu'à la 35e place, le classement est identique dans les deux publications. Les « Résultats officiels » classent 107 coureurs ayant terminé la course, contre 86 dans le « Rapport officiel ». Le classement ci-dessous est celui des « Résultats officiels ».
| Rang                                | Cycliste                    | Pays                       | Temps              |
| ----------------------------------- | --------------------------- | -------------------------- | ------------------ |
| Médaille d'or, Jeux olympiques      | Mario Zanin                 | Italie                     | 4 h 39 min 51 s 63 |
| Médaille d'argent, Jeux olympiques  | Kjell Rodian                | Danemark                   | 4 h 39 min 51 s 65 |
| Médaille de bronze, Jeux olympiques | Walter Godefroot            | Belgique                   | 4 h 39 min 51 s 74 |
| 4.                                  | Raymond Bilney              | Australie                  | 4 h 39 min 51 s 74 |
| 5.                                  | José Manuel López Rodríguez | Espagne                    | 4 h 39 min 51 s 74 |
| 6.                                  | Wilfried Peffgen            | Équipe unifiée d'Allemagne | 4 h 39 min 51 s 74 |
| 7.                                  | Gösta Pettersson            | Suède                      | 4 h 39 min 51 s 74 |
| 8.                                  | Delmo Delmastro             | Argentine                  | 4 h 39 min 51 s 74 |
| 9.                                  | Roberto Breppe              | Argentine                  | 4 h 39 min 51 s 74 |
| 10.                                 | Laurence Byers              | Nouvelle-Zélande           | 4 h 39 min 51 s 74 |
| 11.                                 | Erik Pettersson             | Suède                      | 4 h 39 min 51 s 74 |
| 12.                                 | Eddy Merckx                 | Belgique                   | 4 h 39 min 51 s 74 |
| 13.                                 | Jan Kudra                   | Pologne                    | 4 h 39 min 51 s 74 |
| 14.                                 | Michael Hollingsworth       | Australie                  | 4 h 39 min 51 s 74 |
| 15.                                 | Ole Højlund Pedersen        | Danemark                   | 4 h 39 min 51 s 74 |
| 16.                                 | Hans Lüthi                  | Suisse                     | 4 h 39 min 51 s 74 |
| 17.                                 | Richard Johnstone           | Nouvelle-Zélande           | 4 h 39 min 51 s 74 |
| 18.                                 | Roger Swerts                | Belgique                   | 4 h 39 min 51 s 74 |
| 19.                                 | Johny Schleck               | Luxembourg                 | 4 h 39 min 51 s 74 |
| 20.                                 | Bart Zoet                   | Pays-Bas                   | 4 h 39 min 51 s 74 |
| 21.                                 | Flemming Gleerup Hansen     | Danemark                   | 4 h 39 min 51 s 74 |
| 22.                                 | Daniel Gráč                 | Tchécoslovaquie            | 4 h 39 min 51 s 74 |
| 23.                                 | José Manuel Lasa            | Espagne                    | 4 h 39 min 51 s 74 |
| 24.                                 | János Juszkó                | Hongrie                    | 4 h 39 min 51 s 74 |
| 25.                                 | Colin Lewis                 | Grande-Bretagne            | 4 h 39 min 51 s 74 |
| 26.                                 | Terence West                | Grande-Bretagne            | 4 h 39 min 51 s 74 |
| 27.                                 | Gerben Karstens             | Pays-Bas                   | 4 h 39 min 51 s 74 |
| 28.                                 | Severino Andreoli           | Italie                     | 4 h 39 min 51 s 74 |
| 29.                                 | Burkhard Ebert              | Équipe unifiée d'Allemagne | 4 h 39 min 51 s 75 |
| 30.                                 | Erwin Jaisli                | Suisse                     | 4 h 39 min 51 s 75 |
| 31.                                 | Derek Harrison              | Grande-Bretagne            | 4 h 39 min 51 s 75 |
| 32.                                 | Mariano Díaz                | Espagne                    | 4 h 39 min 51 s 75 |
| 33.                                 | Felice Gimondi              | Italie                     | 4 h 39 min 51 s 76 |
| 34.                                 | Jorge Mariné                | Espagne                    | 4 h 39 min 51 s 76 |
| 35.                                 | András Mészáros             | Hongrie                    | 4 h 39 min 51 s 76 |
| 36.                                 | Chow Kwong Man              | Hong Kong                  | 4 h 39 min 51 s 76 |
| 37.                                 | Masashi Omiya               | Japon                      | 4 h 39 min 51 s 76 |
| 38.                                 | Jozef Boons                 | Belgique                   | 4 h 39 min 51 s 76 |
| 39.                                 | Louis Pfenninger            | Suisse                     | 4 h 39 min 51 s 76 |
| 40.                                 | Harry Steevens              | Pays-Bas                   | 4 h 39 min 51 s 76 |
| 41.                                 | Gainan Saidschushin         | Union soviétique           | 4 h 39 min 51 s 77 |
| 42.                                 | Jan Pieterse                | Pays-Bas                   | 4 h 39 min 51 s 77 |
| 43.                                 | Yanjingiin Baatar           | Mongolie                   | 4 h 39 min 51 s 77 |
| 44.                                 | Jan Magiera                 | Pologne                    | 4 h 39 min 51 s 77 |
| 45.                                 | Ricardo Vázquez             | Uruguay                    | 4 h 39 min 51 s 78 |
| 46.                                 | Martín Emilio Rodríguez     | Colombie                   | 4 h 39 min 51 s 78 |
| 47.                                 | Antal Megyerdi              | Hongrie                    | 4 h 39 min 51 s 78 |
| 48.                                 | Francisco Pérez             | Uruguay                    | 4 h 39 min 51 s 78 |
| 49.                                 | Rubén Placanica             | Argentine                  | 4 h 39 min 51 s 79 |
| 50.                                 | Sven Hamrin                 | Suède                      | 4 h 39 min 51 s 79 |
| 51.                                 | Michael Cowley              | Grande-Bretagne            | 4 h 39 min 51 s 79 |
| 52.                                 | Sture Pettersson            | Suède                      | 4 h 39 min 51 s 79 |
| 53.                                 | Francis Bazire              | France                     | 4 h 39 min 51 s 80 |
| 54.                                 | Immo Rittmeyer              | Équipe unifiée d'Allemagne | 4 h 39 min 51 s 80 |
| 55.                                 | Pablo Hernández             | Colombie                   | 4 h 39 min 51 s 80 |
| 56.                                 | Anatoli Olizarenko          | Union soviétique           | 4 h 39 min 51 s 80 |
| 57.                                 | Gabriel Moiceanu            | Roumanie                   | 4 h 39 min 51 s 80 |
| 58.                                 | Constantin Ciocan           | Roumanie                   | 4 h 39 min 51 s 81 |
| 59.                                 | Ion Cosma                   | Roumanie                   | 4 h 39 min 51 s 81 |
| 60.                                 | Youri Melikhov              | Union soviétique           | 4 h 39 min 51 s 81 |
| 61.                                 | Des Thomson                 | Nouvelle-Zélande           | 4 h 39 min 51 s 81 |
| 62.                                 | Alexeï Petrov               | Union soviétique           | 4 h 39 min 51 s 81 |
| 63.                                 | Hans Heinemann              | Suisse                     | 4 h 39 min 51 s 82 |
| 64.                                 | Vid Cencic                  | Uruguay                    | 4 h 39 min 51 s 82 |
| 65.                                 | David Humphreys             | Australie                  | 4 h 39 min 51 s 82 |
| 66.                                 | Max Grace                   | Nouvelle-Zélande           | 4 h 39 min 51 s 83 |
| 67.                                 | Jiří Daler                  | Tchécoslovaquie            | 4 h 39 min 51 s 83 |
| 68.                                 | Malcolm McCredie            | Australie                  | 4 h 39 min 51 s 83 |
| 69.                                 | Rubén Darío Gómez           | Colombie                   | 4 h 39 min 51 s 83 |
| 70.                                 | František Řezáč             | Tchécoslovaquie            | 4 h 39 min 51 s 83 |
| 71.                                 | Jan Smolík                  | Tchécoslovaquie            | 4 h 39 min 51 s 83 |
| 72.                                 | Stephen Lim                 | Malaisie                   | 4 h 39 min 51 s 83 |
| 73.                                 | Arturo Romeo                | Philippines                | 4 h 39 min 51 s 83 |
| 74.                                 | Ole Ritter                  | Danemark                   | 4 h 39 min 51 s 83 |
| 75.                                 | John Allis                  | États-Unis                 | 4 h 39 min 51 s 83 |
| 76.                                 | Phạm Văn Sau                | Viêt Nam                   | 4 h 39 min 51 s 83 |
| 77.                                 | Andrzej Bławdzin            | Pologne                    | 4 h 39 min 51 s 83 |
| 78.                                 | Günter Hoffmann             | Équipe unifiée d'Allemagne | 4 h 39 min 51 s 83 |
| 79.                                 | Mikael Saglimbeni           | Éthiopie                   | 4 h 39 min 51 s 83 |
| 80.                                 | Lucien Aimar                | France                     | 4 h 39 min 51 s 83 |
| 81.                                 | Mashallah Amin Sorour       | Iran                       | 4 h 39 min 51 s 83 |
| 82.                                 | Rajmund Zieliński           | Pologne                    | 4 h 39 min 51 s 83 |
| 83.                                 | László Mahó                 | Hongrie                    | 4 h 39 min 51 s 83 |
| 84.                                 | Teófilo Toda                | Pérou                      | 4 h 39 min 51 s 83 |
| 85.                                 | Luvsangiin Erkhemjamts      | Mongolie                   | 4 h 39 min 51 s 83 |
| 86.                                 | Her Jong-chau               | Taipei chinois             | 4 h 39 min 51 s 83 |
| 87.                                 | Shue Ming-shu               | Taipei chinois             | 4 h 39 min 51 s 83 |
| 88.                                 | Gheorghe Bădără             | Roumanie                   | 4 h 39 min 51 s 83 |
| 89.                                 | Tarwon Jirapan              | Thaïlande                  | 4 h 39 min 51 s 83 |
| 90.                                 | Trần Văn Nen                | Viêt Nam                   | 4 h 39 min 51 s 83 |
| 91.                                 | Pakdi Chillananda           | Thaïlande                  | 4 h 39 min 51 s 83 |
| 92.                                 | Chow Kwong Choi             | Hong Kong                  | 4 h 39 min 51 s 83 |
| 93.                                 | Melesio Soto                | Mexique                    | 4 h 39 min 51 s 83 |
| 94.                                 | Bernard Guyot               | France                     | 4 h 39 min 51 s 83 |
| 95.                                 | Christian Raymond           | France                     | 4 h 39 min 51 s 83 |
| 96.                                 | Edy Schütz                  | Luxembourg                 | 4 h 39 min 51 s 83 |
| 97.                                 | Daniel Olivares             | Philippines                | 4 h 39 min 51 s 83 |
| 98.                                 | Cornelio Padilla            | Philippines                | 4 h 39 min 51 s 83 |
| 99.                                 | Sayed Esmail Hosseini       | Iran                       | 4 h 39 min 51 s 83 |
| 100.                                | Michael Hiltner             | États-Unis                 |                    |
| 101.                                | Akbar Poudeh                | Iran                       |                    |
| 102.                                | Wilde Baridón               | Uruguay                    |                    |
| 103.                                | Luvsangiin Buudai           | Mongolie                   |                    |
| 104.                                | Francisco Coronel           | Mexique                    |                    |
| 105.                                | Hiroshi Yamao               | Japon                      |                    |
| 106.                                | Toshiro Akamatsu            | Japon                      |                    |
| 107.                                | Lee Seon-bae                | Corée du Sud               |                    |
|                                     | An Byeong-hun               | Corée du Sud               | abandon            |
| Chainarong Sophonpong               | Thaïlande                   | abandon                    |                    |
| Davoud Akhlagi                      | Iran                        | abandon                    |                    |
| Deng Chueng-hwai                    | Taipei chinois              | abandon                    |                    |
| Ferruccio Manza                     | Italie                      | abandon                    |                    |
| Fisihasion Ghebreyesus              | Éthiopie                    | abandon                    |                    |
| Heriberto Díaz                      | Mexique                     | abandon                    |                    |
| Hwang Chang-sik                     | Corée du Sud                | abandon                    |                    |
| Raymond Castilloux                  | États-Unis                  | abandon                    |                    |
| Mario Escobar                       | Colombie                    | abandon                    |                    |
| Michael Andrew                      | Malaisie                    | abandon                    |                    |
| Norberto Arceo                      | Philippines                 | abandon                    |                    |
| Choijiljavyn Samand                 | Mongolie                    | abandon                    |                    |
| Suleman Ambaye                      | Éthiopie                    | abandon                    |                    |
| Hamid Supaat                        | Malaisie                    | abandon                    |                    |
| Thomas Montemage                    | États-Unis                  | abandon                    |                    |
| Vitool Charernratana                | Thaïlande                   | abandon                    |                    |
| Wi Gyeong-yong                      | Corée du Sud                | abandon                    |                    |
| Yemane Negassi                      | Éthiopie                    | abandon                    |                    |
| Zain Safar-ud-Din                   | Malaisie                    | disqualifié                |                    |
| Nguyễn Văn Khoi                     | Viêt Nam                    | disqualifié                |                    |
| Masanori Tsuji                      | Japon                       | disqualifié                |                    |
| Moises López                        | Mexique                     | disqualifié                |                    |
| Mok Sau Hei                         | Hong Kong                   | disqualifié                |                    |
| Nguyễn Văn Ngan                     | Viêt Nam                    | disqualifié                |                    |